# Club Baloncesto Avenida
O Club Baloncesto Avenida, também conhecido como Perfumerías Avenida por motivos de patrocinadores, é um clube profissional de basquetebol feminino localizado em Salamanca, Comunidade Autônoma de Castela e Leão, Espanha. Manda seus jogos no Pavilhão Municipal Wurzburg com capacidade para 3.000 espectadores.
Atualmente o clube tem sido um dos mais laureados em sua liga tendo conquistado cinco títulos, sendo os dois últimos em seqüência, além de seis Copas da Rainha e seis Supercopas, uma Euroliga Feminina, uma Supercopa europeia e dominar a Copa de Castela e Leão com doze conquistas.
Jogadoras renomadas já jogaram ou jogam no CB Avenida como:Érika de Souza, Laura Nicholls, Silvia Domínguez, Alba Torrens, Amaya Valdemoro, Marta Xargay.

## Histórico de Temporadas
| Temporada | Nível | Liga | Liga | Liga | Liga      | Copa Nacional     | Competição Europeia            |
| Temporada | Nível |      | TR   | PL   | Resultado | Copa Nacional     |                                |
| --------- | ----- | ---- | ---- | ---- | --------- | ----------------- | ------------------------------ |
| 2008-09   | 1     | LFB  | 19-7 | 2-3  | Finalista | Quartas de Finais | 1 Euroliga - Finalista         |
| 2009-10   | 1     | LFB  | 23-3 | 2-2  | Finalista | Finalista         | 1 Euroliga - Quartas de Finais |
| 2010-11   | 1     | LFB  | 25-1 | 4-0  | Campeã    | Semifinalista     | 1 Euroliga - Campeã            |
| 2011-12   | 1     | LFB  | 23-3 | 2-2  | Finalista | Campeã            | 1 Euroliga - Quartas de Finais |
| 2012-13   | 1     | LFB  | 17-3 | 4-0  | Campeã    | Finalista         | 1 Euroliga - Quartas de Finais |
| 2013-14   | 1     | LFB  | 18-4 | 2-3  | Finalista | Campeã            | 1 Euroliga - Quartas de Finais |
| 2014-15   | 1     | LFB  | 24-2 | 2-3  | Finalista | Campeã            | 1 Euroliga - Quartas de Finais |
| 2015-16   | 1     | LFB  | 25-1 | 4-1  | Campeã    | Finalista         | 1 Euroliga - Primeira Fase     |
| 2016-17   | 1     | LFB  | 25-1 | 4-1  | Campeã    | Campeã            | 1 Euroliga - Quartas de Finais |
| 2017-18   | 1     | LFB  |      |      |           |                   |                                |

## Títulos

### Liga Feminina da Espanha
- - Campeã (5): 2005–06, 2010–11, 2012–13, 2015–16, 2016–17
  - Finalista (9): 1995–96, 1998–99, 2006–07, 2007–08, 2008–09, 2009–10, 2011–12, 2013–14, 2014–15

### Copa da SM Rainha
- - Campeã (6): 2010, 2011, 2012, 2013, 2014, 2016
  - Finalista (5): 2001, 2004, 2007, 2010, 2016.

### Supercopa da Espanha
- - Campeã (6):  2010, 2011, 2012, 2013, 2014, 2016.
  - Finalista (4): 2003, 2004, 2005, 2006

### Copa de Castela e Leão
- - Campeã (12):  2001, 2002, 2003, 2004, 2005, 2007, 2008, 2009, 2011, 2013, 2014, 2015
  - Finalista: 2012

### Euroliga Feminina
- Campeã:2010-11
- Finalista:2008-09